# NGC 445
NGC 445 (również PGC 4493) – galaktyka soczewkowata (S0), znajdująca się w gwiazdozbiorze Wieloryba. Odkrył ją Albert Marth 23 października 1864 roku.